# Business Software Alliance
La Business Software Alliance (BSA) è un'associazione internazionale nata nel 1988 che si occupa di promuovere il software proprietario dei propri membri, anche perseguendo la violazione del copyright sui software da parte dalle aziende.
Tra i suoi membri figurano Adobe, Apple Inc., Corel Corporation, Microsoft Corporation e Symantec.
La BSA è membro dell'International Intellectual Property Alliance.